# Wehrpflichtgesetz
Das Wehrpflichtgesetz (WPflG) regelt in Deutschland die Wehrpflicht (Abschnitt 1), das Wehrersatzwesen (Abschnitt 2), die Personalaktenführung ungedienter Wehrpflichtiger (Abschnitt 3), die Beendigung des Wehrdienstes und Verlust des Dienstgrades (Abschnitt 4), die Rechtsbehelfe und Rechtsmittel (Abschnitt 5) sowie die Einschränkung von Grundrechten, Sonder-, Bußgeld- und Übergangsvorschriften (Abschnitt 6). Der Abschnitt 1 gliedert sich in den Umfang der Wehrpflicht (Unterabschnitt 1), den Wehrdienst (Unterabschnitt 2) und die im Hinblick auf das Gebot der Wehrgerechtigkeit erforderlichen Wehrdienstausnahmen (Unterabschnitt 3).
Gemäß § 1 WPflG sind grundsätzlich alle Männer vom vollendeten 18. Lebensjahr an wehrpflichtig, die Deutsche im Sinne des Grundgesetzes sind. 
Gemäß Art. 1 des Gesetzes zur Änderung wehrrechtlicher Vorschriften 2011 wurde in § 2 WPflG bestimmt, dass das Gesetz (§§ 3 bis 53 WPflG) nur noch im Spannungs- oder Verteidigungsfall gilt. Für Friedenszeiten wurde die gesetzliche Verpflichtung zur Wehrdienstleistung nach dem Wehrpflichtgesetz damit zum 1. Juli 2011 ausgesetzt. „Vor dem Hintergrund der dauerhaft veränderten sicherheits- und verteidigungspolitischen Lage“ seien die mit gesetzlichen Pflichtdiensten verbundenen Grundrechtseingriffe nicht mehr zu rechtfertigen.
Die Möglichkeit, gem. Art. 12a Abs. 1 GG Männer vom vollendeten achtzehnten Lebensjahr an zum Dienst in den Streitkräften, im Bundesgrenzschutz oder in einem Zivilschutzverband zu verpflichten, wird dadurch nicht berührt.